# Allgäu
Allgäu er et område i den sydlige del af Tyskland. Hovedparten ligger i Bayern, mens den vestligste del ligger i Baden-Württemberg. Allgäus hovedby er Kempten im Allgäu, der i 1985 fejrede sit 2000-års jubilæum.

## Generelt
Allgäu består af følgende underregioner:
- Ostallgäu (grænser op til Oberbayern).
- Oberallgäu (Allgäuer Alperne og deres umiddelbare forland).
- Unterallgäu (det nord derfor liggende bakkelandskab).
- Westallgäu (dele af de to landkreise Lindau og Ravensburg).

I regionen Allgäu lever cirka 560.000 mennesker.

### Historisk gau
I Frankerrigets tid var Allgäu et administrativt gau (provins eller landskab).